# GI-636
La carretera  GI-636  es una carretera convencional de la red básica (naranja) de la Red de Carreteras de Guipúzcoa que discurre entre Rentería, donde enlaza con la GI-20, y el barrio de Behobia en Irún, en el límite con la localidad francesa de Urrugne.
Anteriormente era un tramo de la carretera nacional I. En 2010, tras la apertura del Segundo cinturón de San Sebastián la Diputación Foral de Guipúzcoa decidió modificar las nomenclaturas de las carreteras guipuzcoanas, de forma que la N-I terminase en Lasarte-Oria. Entre Lasarte-Oria y San Sebastián la carretera se denominó GI-11, el Primer cinturón de San Sebastían se denominó GI-20 y a partir de Rentería GI-636. 
Desde el 1 de julio de 2010 se encuentra prohibida la circulación de camiones por esta carretera a su paso por la localidad de Irún, quedando por tanto como única opción para los camiones la autopista de peaje AP-8.

## Recorrido
| Número de Salida | Nombre de Salida                                  | Carretera que enlaza                      |
| ---------------- | ------------------------------------------------- | ----------------------------------------- |
|                  | Autopista del Cantábrico - San Sebastián - Bilbao | E-5 E-80 GI-20 E-70 AP-8 AP-1 - Santander |
|                  | Túnel                                             |                                           |
| 465              | Pasajes Antxo - AP-8 Irún - Bayona                |                                           |
| 466              | Rentería                                          |                                           |
| -                | Rentería - Lezo - Puerto de Pasajes               |                                           |
|                  | Continúa hacia Irún por N-I                       | N-I                                       |

- Datos: Q5872835